# Tarragona (provincie)
Tarragona is een provincie van Spanje en maakt deel uit van de autonome regio Catalonië. De provincie heeft een oppervlakte van 6303 km². De provincie telde 823.435 inwoners in 2021 verdeeld over 183 gemeenten.
Hoofdstad van Tarragona is Tarragona.

## Bestuurlijke indeling
De provincie Tarragona bestaat uit 10 comarca's die op hun beurt uit gemeenten bestaan. De comarca's van Tarragona zijn:
- Alt Camp
- Baix Camp
- Baix Ebre
- Baix Penedès
- Conca de Barberà
- Montsià
- Priorat
- Ribera d'Ebre
- Tarragonès
- Terra Alta

Zie voor de gemeenten in Tarragona de lijst van gemeenten in provincie Tarragona.

## Demografische ontwikkeling
Bron: INE
Opm: Bevolkingscijfers in duizendtallen